# Ana Opalić
Ana Opalić (Dubrovnik, 1972.) hrvatska je fotografkinja i videoumjetnica. Diplomirala je TV i filmsko snimanje na Akademiji dramskih umjetnosti u Zagrebu 1997. godine. Izlagala je na brojnim samostalnim i skupnim izložbama u Hrvatskoj i inozemstvu. Živi i radi u Zagrebu.

## Životopis
Godine 1997. Ana Opalić nagrađena je kao najbolja mlada fotografkinja na izložbi Hrvatska fotografija ’97. Od 2000. članica je Hrvatske zajednice samostalnih umjetnika. Godine 2003. s fotografom Borisom Cvjetanovićem predstavljala je Hrvatsku na pedesetom Bijenalu u Veneciji Dobitnica je druge nagrade na natječaju T-HT nagrada za kratkometražni eksperimentalni film ‘Pismo’.
Svoj prvi dokumentarni film Još jednom režirala je u suradnji s Noom Pintarićem 2O14. godine. Drugi dokumentarni film Lijek prikazan je u selekciji 13. Vox Feminae Festivala 2018. Ana Opalić snimateljica je dokumentarnog filma Nije ti život pjesma Havaja Dane Budisavljević.
Redateljica i snimateljica dokumentarnog filma Ja bi da to imam doma (2020.) i snimateljica kratkog igranog filma Elektroničke vještice umjetnice Maje Čulo (2022.).
Objavila je dvije knjige fotografija: Brsalje, 2017. i Dom, 2018. te u koautorstvu sa arhitektom Davidom Kabalinom knjigu Dubrovački karavanski put, 2019.
Suosnivačica je web portala Suvremena hrvatska fotografija.
Članica je benda U pol 9 kod Sabe.

## Fotografski radovi (odabir)
- Jednog dana život će biti lijep (2021.-2023.), audio-vizualna izložba[14]

Audio-vizualna izložba novinarke Barbare Matejčić i Ane Opalić nastavak je projekta Kad odrastem, bit ću bogatašica, a obuhvaća izbor fotografija Ane Opalić koje bilježe unutrašnjost romskih kuća i svjedoče o životnim uvjetima romske djece. Izložba se bavi dječjim siromaštvom, kao indikatorom siromaštva društva. Djeca u Hrvatskoj su među najsiromašnijima u EU, a romska djeca spadaju među one najsiromašnije. Najčešće žive u segregiranim naseljima, bez tekuće vode, kanalizacije; bez struje. Nejednakost u kojoj odrastaju, nedostatak je prilike i slobode za ostvarenje njihovih snova.
- Dom (2010.-2013.), fotografija[15]

Od početka 2010. do kraja 2013. Ana Opalić je radila kao snimateljica na projektu Osobna sjećanja na rat i druge oblike političkog nasilja Udruge Documenta iz Zagreba. Cilj projekta bio je skupljanje video svjedočanstava osoba s neposrednim iskustvom rata. Istraživanje se provodilo po cijeloj Hrvatskoj. Tijekom skupljanja svjedočanstava dio je ljudi bio voljan podijeliti svoje osobne priče, a autorica je dobila privolu za fotografiranje. Domovi i njihovi interijeri fokus su ove serije fotografija Ane Opalić. Dom najčešće doživljavamo kao mjesto sigurnosti, no u ratu su postali mjesto opasnosti i stradanja. Svaki prikazani detalj govori o povijesti pojedine obitelji, pa naizgled nevažni predmeti na fotografijama postaju značajni dio pojedine sudbine.
- Autoportreti (projekt u trajanju) fotografija[17]

Kada govorimo o autoportretu, najčešće mislimo na prikaz autora/ice s direktnim pogledom u gledatelja, zrcalnu sliku en face. Nasuprot očekivane fizionimske identifikacije autorice, na večini fotografija ona izostaje. Fotografije su snimljene s leđa, u prirodi, vanjskom prostoru - neke i s velike udaljenosti - tako da ambijent postaje dijelom identifikacije autorice, autoportreta. U nizu crno-bijelih fotografija izdvajaju se dvije u boji, na kojima je prikazan interijer, unutrašnjost. U popratnom tekstu kustosica izložbe Leonida Kovač svraća pozornost na konfrontaciju prirodnog (autoričina!) i kulturalnog (promatračeva!) prostora. Riječima Ane Opalić: "Moji autoportreti za mene nisu nikada bili bijeg. Oni su, gledajući izunutra, bili osvajanje teritorija i potvrda nekog mog unutarnjeg svijeta."

## Samostalne izložbe (odabir)
- 2022. Martina-dnevnički zapisi 2009. – 2022. Galerija kluba Kocka, DM Split

- 2021. Mjesta koja čekaju, Off Gallery Graz, Austrija[19]

- Jednog dana život će biti lijep, Galerija f.8, ADU, Zagreb[20]

- Martina-dnevnički zapisi 2009. – 2021. ARL, Dubrovnik[21]

- 2020. Portreti 1997-2020, Umjetnička galerija Dubrovnik[22]

- Martina-dnevnički zapisi 2009. – 2020. Galerija Spot, Zagreb

- Kad odrastem, bit ću bogatašica, Muzej Moslavine, Kutina

- 2019. Kad odrastem, bit ću bogatašica, Galerija VN, Zagreb[23]

- Mjesta koja čekaju, Galerija Zuccato, Pučko otvoreno učilište, Poreč[24]

- Dubrovački karavanski put, Lazareti, Grad Dubrovnik[25]

- 2018. Queer šetnja, galerija Križanićeva 6a, Rijeka (1.broj časopisa GSG)

- Vrtni grad, Galerija Flora, HDLU Dubrovnik[26]

## Skupne izložbe (odabir)
- 2023. Vidljive, Muzej suvremene umjetnosti, Zagreb[27]

- 2020. LIMEN – una terra chiamata orizzonte, Conventino di Monteciccardo, Italija[28]

- 2019. Kolekcija za budućnost / Akvizicije 2009. – 2019., MSU, Zagreb[29]

- 2018. Rubovi grada, rubovi mora, Galerija Kazamat, HDLU, Osijek[30]

- Užasi zavičaja, ARL, Palača Sponza, Dubrovnik[31]

- 2017. INSIGHTS, Wienerberger Contemporary Photography Collection[32]

- Arte Laguna Prize 16.17, Venezia, Italija

- Tvoja zemlja ne postoji, WHW, MMSU Rijeka[33]